# George Dickel

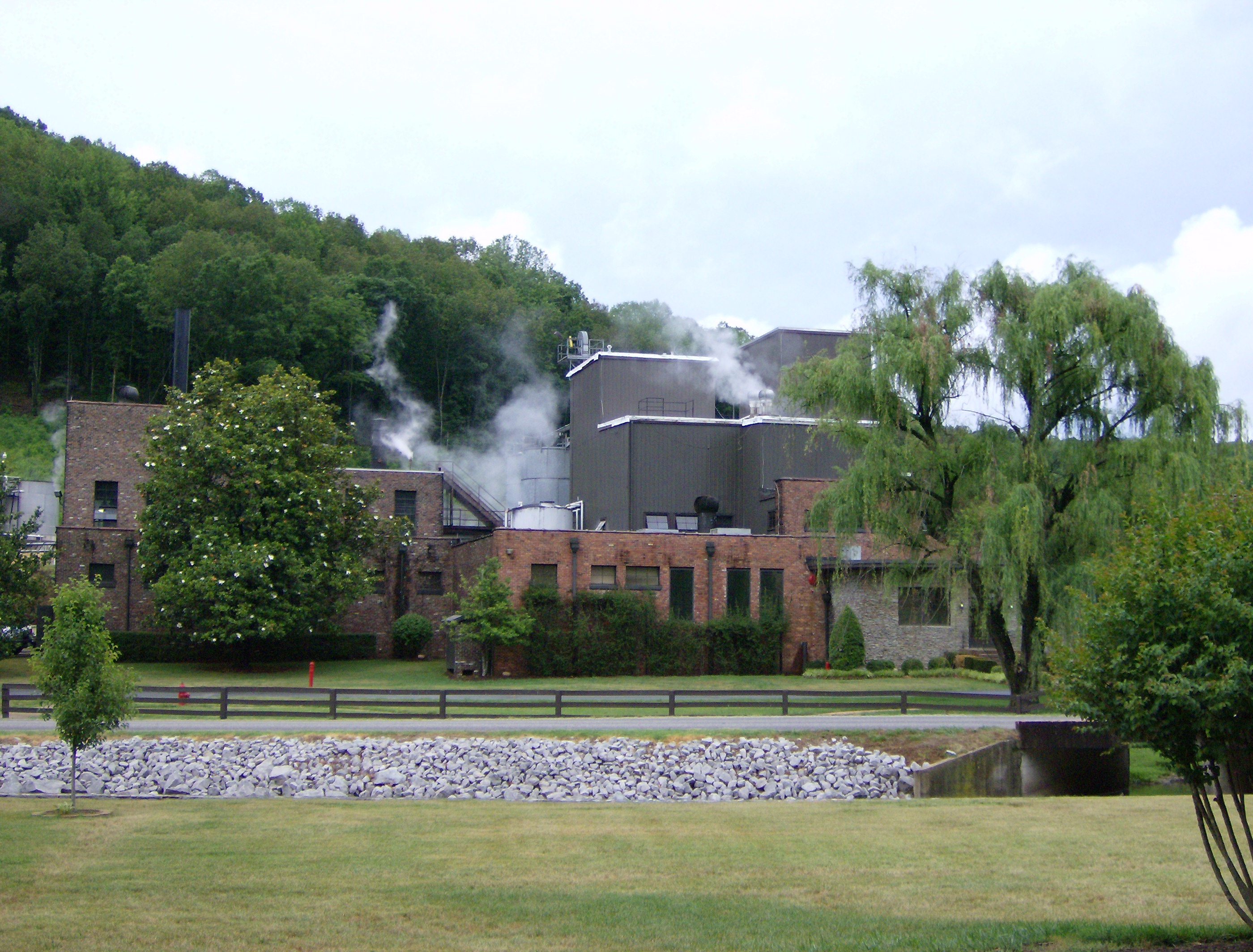
Die Destillerie in Cascade Hollow wurde 1958 wiedereröffnet. Aus dieser Zeit stammt das heutige Gebäude.

George Dickel ist der nach dem deutsch-amerikanischen Spirituosenhändler und Whiskeybrenner Georg Dickel benannte Markenname eines Tennessee Whiskeys, der in dem Ort Cascade Hollow (in der Nähe von Tullahoma), Tennessee, USA, hergestellt wird. Die Marke gehört heute zum Diageo-Konzern. Zwei Whiskeys werden in der George-Dickel-Destillerie hergestellt, nämlich George Dickel No. 8 und No. 12 Tennessee Whiskey. No.8 hat einen Alkoholgehalt von 40 % vol., No.12 einen Alkoholgehalt von 45 % vol.
George Dickel verwendet die traditionelle schottische Schreibweise „Whisky“ (anstelle von „Whiskey“). Der vom Konzernmarketing verbreiteten Legende nach geht dies darauf zurück, dass Dickel glaubte, sein Produkt erreichte dieselbe Qualität wie die besten Scotch Whiskys. Die Destillerie gehört zum American Whiskey Trail und ist etwa 15 Meilen von der Jack-Daniel’s-Destillerie entfernt.

## Geschichte

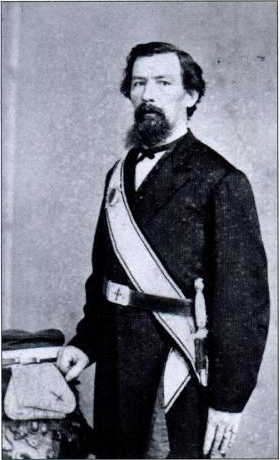
Georg Adam Dickel, fotografiert von Carl Giers, Nashville

Georg Adam (George A.) Dickel war ein am 2. Februar 1818 in Grünberg in Hessen-Darmstadt geborener Kaufmann, der 1844 in die Vereinigten Staaten immigrierte und um 1853 nach Nashville in Tennessee zog. Dickel betrieb dort ab 1863 einen Großhandel mit Whiskey und hatte gleichzeitig einen Spirituosenladen. 1888 erwarb er das Recht, den gesamten Whiskey der 1877 gegründeten Cascade Distillery abzufüllen und zu vermarkten, die zu diesem Zeitpunkt zu zwei Dritteln seinem Geschäftspartner Viktor Emmanuel Shwab (1847–1924) gehörte.  Er produzierte seinen ersten Whisky im Jahr 1870.
Nach Dickels Tod am 11. Juni 1894 erbte seine Frau Augusta seine Anteile am Unternehmen. Entgegen dem Rat, alles zu verkaufen, behielt Augusta die Anteile bis zu ihrem Tod. Sie führte das Unternehmen zusammen mit Shwab, dem die Cascade Distillery gehörte. Nach Augustas Tod übernahm der langjährige Geschäftspartner Shwab die alleinige Kontrolle über die Destillerie. Die Prohibition in Tennessee zwang die Firma im Jahr 1910 dazu, ihren Whiskey aus Kentucky zu kaufen. 1919 musste der Betrieb wegen des Beginns der nationalen Prohibition vollständig geschlossen werden.
Nach dem Ende der Prohibition 1933 trennten sich zeitweise die Wege von Cascade Hollow Whiskey und des Markennamens Dickel. Stitzel-Weller aus Kentucky, die bereits vor der Prohibition Whiskey vor Dickel hergestellt hatten, warben nun mit ihrem eigenen Cascade Hollow Whiskey. Die Familie Shwab verkaufte den Dickel-Markennamen an Schenley Industries, die Dickel Whiskey in ihrer Destillery in Frankfort (heute: Buffalo Trace) betrieben. Nachdem 1958 aufgrund von Gesetzesänderungen wieder erlaubt war, Whiskey in Cascade Hollow herzustellen, kaufte Schenley die Rechte am Cascade-Hollow-Namen von Stitzel-Wellter zurück und begann mit dem Bau einer neuen Destillerie in Cascade Hollow. Obwohl der Whisky nun wieder in Tennessee hergestellt wird, wurde die Abfüllanlage in Cascade Hollow vor einigen Jahren geschlossen und der Whisky wird nun in Tank-Lkws zum Abfüllen nach Louisville, Kentucky gefahren. Verschiedene Fusionen und Verkäufe haben schließlich dazu geführt, dass die Marke George Dickel nunmehr zu Diageo gehört.
Nach der Krise des amerikanischen Whiskeys zwischen den späten 1970er und den 2000er Jahren trennte sich Diageo 1999 von fast allen seinen Whiskeymarken und behielt nur George Dickel und I.W. Harper.
1999 stellte Diageo auch das Marketing für George Dickel ein. Die Destillerie wurde geschlossen, und George Dickel verkaufte nur noch Altbestände. 2002 nahm Diageo das Marketing wieder auf, der Verkaufserfolg war für den Konzern zufriedenstellend genug, um die Destillerie im Jahr 2003 wieder zu eröffnen. Sie wird unter der Leitung von John Lunn betrieben.

## Herstellung
George Dickel Whiskey entspricht den Grundbedingungen eines Bourbon Whiskeys. Wie bei diesen besteht die zugrundeliegende Getreidemischung aus mindestens 51 % Mais, Roggen und gemälzter Gerste. Nach dem Brand wird der Whiskey mindestens vier Jahre in neuen Fässern aus amerikanischer Eiche gelagert. Ähnlich wie der andere große Tennessee Whiskey Jack Daniel’s durchläuft George Dickel vor der Lagerung eine Filtration durch Holzkohle. Anders als Jack Daniel’s wird George Dickel vor dieser Filtration gekühlt. Geschmacklich ist George Dickel noch runder und weicher als Jack Daniel’s.